# Octet (Beethoven)
L'Octet en mi bemoll major, Op. 103, de Ludwig van Beethoven és una obra per a dos oboès, dos clarinets, dos fagots, i dues trompes. Beethoven va compondre aquesta obra l'any 1792 a Bonn, abans d'establir-se a Viena. La va revisar i expandir el 1795 mentre componia el seu primer Quintet de corda, Op. 4. L'Octet no va ser publicat fins al 1834 per Artaria, per això té un número d'Opus alt.
En la portada de l'autògraf apareix la frase "en un concert", cosa que demostra que la peça estava destinada a ser interpretada en un concert.
| Octet Op. 103                                                                                                  | Octet Op. 103 |
| --- | ------------- |
| 1. Allegro |               |
| |               |
| |               |
| |               |
| 2. Andante |               |
| |               |
| |               |
| |               |
| 3. Menuetto |               |
| |               |
| |               |
| |               |
| 4. Presto |               |
| |               |
| Interpretació del Soni Ventorum Wind Quintet amb altres artistes el 1981 al Meany Hall for the Performing Arts |               |
| |               |

## Estructura
La composició consta de quatre moviments:
1. Allegro
2. Andante
3. Menuetto
4. Presto

En el manuscrit del compositor, seguint al Menuetto està escrit el començament d'un moviment Andante. Descartat pel compositor, més tard es va publicar com el Rondino en mi bemoll major, WoO. 25.